# Моска, Франческо Эвджисто
Франческо Эвджисто Моска (итал. Francesco Evgisto Mosca; 1887—1980) — итальянский инженер, конструктор самолётов; также лётчик, пионер итальянской авиации.

## Биография
Родился в Риети итальянской области Лацио 16 июня 1887 года.
После обучения в техническом институте в своем родном городе, в 1909 году переехал в Милан, где начал участвовать в строительстве биплана типа Wright Flyer, конструкции братьев Райт, разработанного Джузеппе Радичи (Giuseppe Radici) с использованием отечественного двигателя Rebus мощностью 40 лошадиных сил. Аэроплан был успешно испытан на соревнованиях в Турро, а затем официально представлен на первой Итальянской авиационной выставке (Esposizione Italiana di Aviazione), состоявшейся в Милане 15 ноября 1909 года.
К концу этого же года вместе с Герардо Бараджолой (Gherardo Baragiola) основал в Виццола-Тичино авиационную компанию, открыл летную школу, оснащенную самолётом Blériot XI и строил бипланы с двигателем Rebus мощностью 60 лошадиных сил. Эта компания просуществовала недолго и была приобретена инженером Джованни Капрони; в ней работали Моска, Бараджола и в следующем году также присоединившийся к ним инженер Агостино де Агостини (Agostino de Agostini).
20 июля 1911 года Франческо Моска получил патент пилота, и в том же году познакомился и подружился с русскими авиаторами, находившимися в Италии. Двое из них: Георгий Янковский и Макс Лерхе — убедили Моску переехать в Россию, чтобы строить самолёты для продажи правительству Российской империи. В январе 1912 года он покинул Италию, прибыл сначала Петербург, а затем в Москву, где устроился работать на московский авиазавод «Дукс», главой которого был русский предприниматель немецкого происхождения Ю. А. Меллер.
На этом заводе в 1912 году они производились по лицензии аэропланы Farman, Morane-Saulnier, Breguet и Voisin. Модифицированием этих самолётов вначале занимался Франческо Моска. Ряд сконструированных им аэропланов назывались «Меллер» и «Дукс» — по имени владельца завода «Дукс». Затем он построил одноместный самолёт-моноплан, оснащенный двигателем Гном Omega мощностью 50 л. с., который получил обозначение «ЛЯМ» (Лерхе, Янковский, Моска). Самолёт участвовал в Московском международном авиасалоне, получив серебряную медаль.
В 1914 году итальянский конструктор перешёл работать в мастерскую Александра Безобразова на Ходынском поле, где тот создавал необычный разнесённый продольный триплан, который впервые поднялся в воздух 2 октября 1914 года под управлением Франческо Моски. С началом Первой мировой войны Безобразов отбыл на фронт, а Моска, став фактически главой предприятия, договорился с военным ведомством о размещении заказа на 75 самолётов «Farman IV», который он успешно выполнил. Затем занялся техническим обслуживанием самолётов, находящихся на вооружении в армии и в военных летных школах России.
В июне 1915 года Франческо Моска основал «Московскую авиационную верфь Франческо Моска» (Cantiere Aeronautico Moscovita Francesco Mosca), где вместе с конструктором Быстрицким построил два типа самолётов — разведывательный «МБ» (Моска, Быстрицкий) и истребитель «МБ бис». Было начато серийное производство этих самолётов. После Октябрьской революции, завод был реквизирован, и Моска спешно покинул Москву (оборудование его завода впоследствии вошло в состав Московского авиационного завода № 39).
Конструктор переехал на юг России — в Таганрог. Во время нахождения города под контролем Белых сил генерала Деникина, основал новый завод Officina Aeronautica Mosca, где выполнялся ремонт самолётов и автомобилей. Когда большевики заняли Таганрог, Моска навсегда покинул Россию и перебрался в Константинополь. В Турции некоторое время сотрудничал с итальянской военной миссией во главе с Марио Станцани, обучал турецких летчиков в аэропорту Сан-Стефано. В сентябре 1920 года он навсегда вернулся в Италию.
На родине работал в авиастроительной компании Caproni, затем перешёл в машиностроительную компанию Breda. Между 1932 и 1934 годами Моска получил степень бакалавра в области авиационной техники в Университета Фрайбурга.
В 1935 году вместе с Джованни Капрони основал в Риети предприятие Officine Reatine Lavorazioni Aeronautiche (ORLA). Во время Второй мировой войны в ORLA проводился капитальный ремонт итальянских истребителей и немецких транспортных самолётов.
Умер 27 февраля 1980 года.